# Hút mật thanh lịch
Hút mật thanh lịch (danh pháp khoa học: Aethopyga duyvenbodei) là một loài chim thuộc Họ Hút mật. Đây là loài đặc hữu Australasia. Nó là một loài hút mật lớn, dài lên đến 12 cm. Con trống có một mào, mảng trên vai và trên đuôi màu xanh da trời-màu xanh dương óng ánh, vạch kẻ màu vàng ở phần thấp hơn của lưng, lông tai đỏ, lưng màu ô liu, cổ họng màu vàng, cổ màu đỏ và màu vàng phía dưới. Con mái có phần dưới có màu vàng ô liu, mào có vảy và phần dưới màu vàng.
Là loài đặc hữu Indonesia, loài chim hút mật thanh lịch phân bố ở các hòn đảo của Sangihe, phía bắc của Sulawesi. Nó được tìm thấy và địa phương phổ biến trong các khu rừng và các đồn điền gần núi Sahendaruman ở miền nam Sangihe.
Do quá trình mất môi trường sống đang diễn ra, kích thước dân số nhỏ và phạm vi giới hạn, hút mật thanh lịch được đánh giá là loài nguy cấp trong sách đỏ IUCN của các loài bị đe dọa.